# Dasyophthalma creusa
Dasyophthalma creusa is een vlinder uit de familie Nymphalidae. De wetenschappelijke naam van de soort is voor het eerst geldig gepubliceerd in 1821 door Jacob Hübner.